# Тараманов Дмитро Дмитрович
Дмитро Дмитрович Тараманов (нар. 28 квітня 1912, Малоянисоль, Маріупольський повіт, Катеринославська губернія — пом. 1987) — український бібліограф, бібліографознавець, науковець, кандидат історичних наук, доцент, завідувач кафедри бібліографії (1956—1978) Харківського державного інституту культури, представник харківської бібліографознавчої школи.

## Біографія
Дмитро Тараманов народився у 1912 році в селі Мало-Янисоль, що належало до Маріупольського повіту Катеринославської губернії. У 1932—1934 роках працював учителем у Дитячій колонії імені Ф. Дзержинського в Маріуполі. У вересні 1934 року вступив на факультет бібліотекознавства Українського бібліотечного інституту в Харкові, який закінчив у 1938 році. У 1941 році завершив навчання в аспірантурі Московського державного бібліотечного інституту, спеціалізуючись на бібліографії.
Під час Другої світової війни був командиром роти і батальйону, одержав декілька поранень, був відзначений трьома орденами (Червоного Прапора, Червоної Зірки та орденом Олександра Невського) і шістьма медалями.
У 1944—1953 роках обіймав посаду заступника директора з наукової роботи Харківської державної наукової бібліотеки імені В. Г. Короленка.
З 1950 року викладав на кафедрі бібліографії Харківського державного бібліотечного інституту, а в 1956—1978 роках був завідувачем цієї кафедри. У 1978—1985 роках працював доцентом кафедри галузевого бібліографознавства ХДІК.
У 1968 році успішно захистив кандидатську дисертацію з історії в Харківському державному університеті на тему «Велика Жовтнева соціалістична революція в Україні на сторінках історичних журналів 1920-х років». Наступного року йому присвоєно вчене звання доцента.
Дмитро Тараманов — автор понад 20 публікацій, серед яких — 8 підручників і навчально-методичних посібників, друковані лекції, 5 наукових статей, 4 тези доповідей на наукових та науково-практичних конференціях, 2 енциклопедичні статті та 1 рецензія. Серед найважливіших науково-теоретичних напрацювань Дмитра Тараманова варто передусім виділити навчальний посібник «Українська радянська бібліографія» (1980). До його створення долучилися також знані науковці Харківської школи бібліографознавства, зокрема І. О. Вовченко, О. П. Довгопола та інші. Дмитро Дмитрович був одним із перших в українському бібліографознавстві, хто розробляв теоретичні основи бібліографічного пошуку, класифікацію видів бібліографії та питання, пов'язані з рекомендаційною бібліографією.
У 1950—1960 роках входив до складу редакційних колегій збірників наукових статей під різними назвами: «Труды», «Ученые записки», «Учені записки», «Наукові записки», що видавалися на базі Харківського бібліотечного інституту.
Подібно до інших відомих українських бібліографознавців, Д. Д. Тараманов відіграв важливу роль у формуванні ключових теоретичних основ бібліографознавства, а також у становленні його організаційно-методичного та теоретичного напрямів, що стало фундаментом для подальшого розвитку цієї науки.
Дмитро Тараманов пішов із життя у 1987 році.

## Основні праці
- Тараманов Д. Д. О справочно-библиографическом обслуживании читателей (Из опыта работы науч. б-к Украины) / Д. Д. Тараманов // Учен. записки Харьков. гос. библ. ин-та. Харьков, 1956. Вып. 2. С. 119—139.
- Тараманов Д. Д. Об основных видах библиографии / Д. Д. Тараманов // Сов. библиогр. 1960. № 5. С. 30–36.

- Тараманов Д. Д. Історичні журнали 20-х років: лекція з спецкурсу «Історіографія Жовтневої революції на Україні» / Харків. держ. ін-т культури / Д. Д. Тараманов. Харків, 1968. 31 с.
- Тараманов Д. Д. Види бібліографій суспільно-політичної літератури / Д. Д. Тараманов. Харків: Вид-во Кн. палати України, 1968. 64 с.
- Тараманов Д. Д. Історичні журнали 20-х років : лекція з спецкурсу «Історіографія Жовтневої революції» / Д. Д. Тараманов ; М-во культури УРСР, Харків. держ. ін-т культури. Харків: ХДІК, 1968. 31 с.
- Українська радянська бібліографія: навч. посіб. для студ. ін-тів культури / І. О. Вовченко, О. П. Довгопола, Н. Ф. Королевич та ін.; за ред. Ф. К. Сарани; Д. Д. Тараманова. Київ: Вища шк., 1980. 263 с.